# Urumajó Futebol Clube
O Urumajó Futebol Clube, anteriormente Sporting Fonte Nova e Sporting Maracanã, é um clube empresa de futebol da cidade de Augusto Corrêa, no estado do Pará.
O clube foi fundado em 24 de julho de 2020, com as cores azul, branco e amarelo.

## História
No mesmo ano de sua fundação, o clube participou da segunda divisão estadual, estreando com um empate sem gols com a equipe do São Raimundo, e se classificando para as Quartas-de-final.
O primeiro gol de sua história veio em seu segundo jogo com o jogador Arian Taperaçu, após novo empate, dessa vez contra a equipe do Santa Rosa, e a primeira vitória ocorreu no jogo seguinte, por 2 a 1, contra a equipe do Tiradentes.
Em 2023, a equipe alterou o seu nome para Sporting Maracanã, após mudar para a cidade de Maracanã, no interior do estado.
No final de 2023 o Sporting Fonte Nova anunciou a parceria com PowerFut Sport Club e PowerFut Arena Sport passando a sede pra Ananindeua, Pa e se chamar Sporting Fonte Nova PowerFut.
No dia 7 de Outubro, numa competição recheada de paralisações ,o Fonte Nova conquistou o acesso para o Campeonato Paraense Série B1 em cima do Tiradentes,PA em confrontos de 1 a 1 no primeiro jogo e 3 a 0  no 2º jogo.O clube irá disputar a final contra o Pedreira.O jogo ocorrerá no dia 11 de outubro de 2024 as 9:30 da manhã no CEJU.

## Estatísticas

### Participações
|  | Participações em 2025 |

| Competição | Competição | Temporadas | Melhor campanha     | Estreia | Última | P | R |
| Pará       | Série A2   | 6          | 4º colocado (2025)  | 2020    | 2025   | – | 1 |
| Pará       | Série A3   | 1          | Vice-campeão (2024) | 2024    | 2024   | 1 |   |

#### Campeonato Paraense - Série A2
| 2020 | 2021 | 2022 | 2023 | 2024 | 2025 |
| 7º   | 10º  | 15º  | 17º  | 10º  | 4º   |